# Душкін Іван Іванович
Іван Іванович Душкін (нар. 23 лютого 1905 — пом. 10 червня 1976) — військовик Військово-повітряних сил ЗС СРСР, Герой Радянського Союзу (1938). Генерал-майор авіації (1940).

## Біографія
Народився 23 лютого 1905 року в селі Плетеньовка (нині Калузького міськради Калузької області РФ) у селянській родині. Росіянин. Закінчивши семирічну школу, працював у сільському господарстві.
У Червоній Армії з 1927 року. Закінчив полкову школу, в 1930 році курси при Московській піхотній школі. У 1934 році закінчив курси штурманів Єйській школи морських льотчиків.
Учасник громадянської війни в Іспанії 1936—1939 років. І. І. Душкін, як штурман і начальник штабу ескадрильї вміло виводив літаки на ціль в будь-яку погоду. Завдяки його високій штурманській підготовці не раз відзначався в боях ескадрильї.
14 березня 1938 року старшому лейтенанту Душкін Іван Іванович присвоєно звання Героя Радянського Союзу, з врученням ордена Леніна. Після установи знаку особливої відмінності йому була вручена медаль «Золота Зірка».
В 1939 році брав участь в боях на річці Халхін-Гол у складі групи досвідчених льотчиків-інструкторів. Потім брав участь у Польському поході радянських військ у Західну Україну і в радянсько-фінської війни 1939—1940 років. Також брав участь і в німецько-радянській війні.
У 1942 році закінчив Військово-повітряну академію.
В 1943—1945 роках — начальник школи стрільців-бомбардирів.
Після війни був начальником бойової підготовки авіаційних з'єднань.
У 1955 році закінчив курси удосконалення командирів і начальників штабів авіаційних частин.
З 1956 року генерал-майор авіації І. І. Душкін у запасі. Помер 10 червня 1976 року. Похований в Москві на Рогозькому кладовищі (ділянка 9).